# Wintiprei

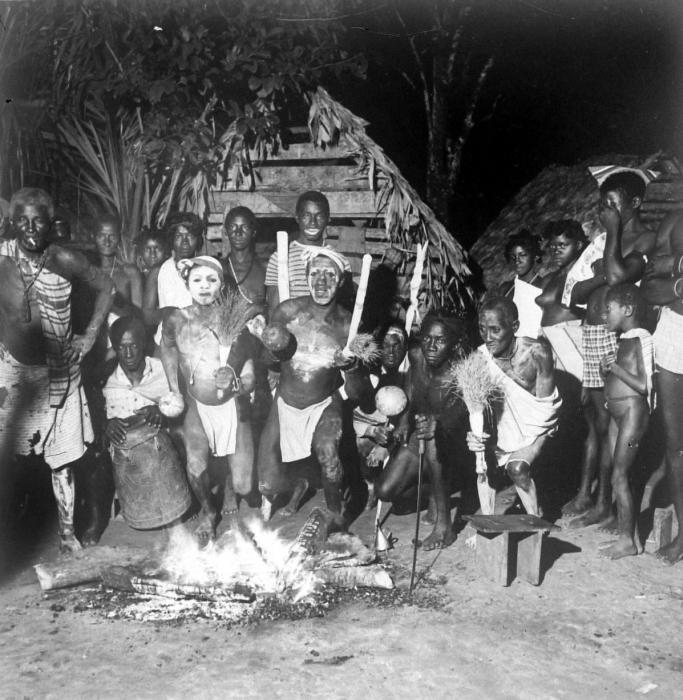
Foto genomen na afloop van een rituele dans (Obiyapee), in een Marrondorp. Dit wordt ook wel Wentidansi of Wentipee bij de Aukaners genoemd. De dansers prepareren hun lichaam met kruiden en zijn daardoor in staat om door het vuur te dansen. Terwijl ze muziek maken (slaan op de Apinti, zingen en dansen) is het mogelijk dat de danseres in trance raken. Deze dans wordt alleen uitgevoerd bij speciale gelegenheden, Suriname, 1948, Wereldmuseum Amsterdam

Een wintiprei (Sranan: prei is spel) is een rituele dansavond ter gelegenheid van de goden, de winti's. Tijdens een dergelijke dans raken de dansers in trance en nemen de geesten bezit van hun lichaam. Deze ceremonie is onderdeel van winti, een animistische religie die voornamelijk door Afro-Surinamers wordt beleden.
Er bestaan verschillende soorten wintiprei.

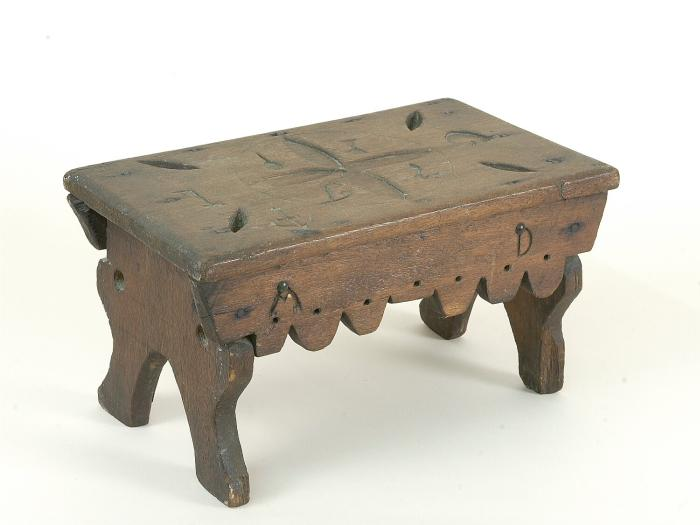
Bankje gebruikt als slaginstrument bij wintiprei.